# Route régionale 21 (Tunisie)
Pour les articles homonymes, voir Route 21.
La route régionale 21 ou RR21, dénommée aussi route X, est un axe routier secondaire de Tunisie, une ceinture périphérique reliant les quatre villes de l'agglomération du Grand Tunis : Tunis, Ben Arous, La Manouba et l'Ariana.